# Alan Thicke
Alan Thicke all'anagrafe Alan Willis Jeffrey (Kirkland Lake, 1º marzo 1947 – Burbank, 13 dicembre 2016) è stato un attore, conduttore televisivo e cantautore canadese, noto soprattutto per il ruolo di Jason Seaver, patriarca della famiglia Seaver, nella sit-com Genitori in blue jeans.

## Biografia
Nato in Ontario, figlio di Joan (1928-1999), infermiera, e William Jeffrey (1923-1999), agente di borsa. Acquisisce il cognome Thicke dal secondo marito della madre, Brian Thicke. Diventa noto grazie al ruolo del Dr. Jason Seaver nella sit-com Genitori in blue jeans, ruolo che ha interpretato dal 1985 al 1992, in seguito ripreso in due film per la televisione Genitori in blue jeans - Il film (2000) e Genitori in blue jeans - Il ritorno dei Seaver (2004).
Negli Stati Uniti diventa noto anche come conduttore televisivo, avendo presentato diversi game show e talk show. Nel 1997 conduce una versione televisiva del gioco da tavola Pictionary e successivamente gli viene affidato uno show tutto suo intitolato The Alan Thicke Show: il programma si dimostra un successo, tanto che viene realizzata anche una versione notturna del talk show, chiamato Thicke of the Night. Quest'ultima versione però non riscuote lo stesso successo. Nel 2006 presenta Celebrity Cooking Showdown, un reality show in cui alcuni personaggi famosi si sfidano in gare dietro ai fornelli.
Negli ultimi anni è apparso nel film Quando meno te lo aspetti e ha interpretato un cameo nel film di Nick Cassavetes Alpha Dog. Tra il 2006 e il 2007 è apparso in alcune puntate della soap opera Beautiful. Come cantautore/compositore ha scritto il tema musicale di alcune note serie televisive come Il mio amico Arnold e L'albero delle mele e le musiche di molti programmi televisivi da lui presentati.
Il 13 dicembre 2016, dopo un attacco di cuore durante una partita di hockey con il figlio, viene portato al Providence St. Joseph's Medical Center di Burbank, dove poco dopo viene constatata la sua morte all'età di 69 anni.

## Vita privata
Thicke è stato sposato tre volte. In prime nozze ha sposato la cantante e attrice televisiva Gloria Loring, che lo ha reso padre di due figli (Brennan Thicke e Robin Thicke), in seguito è stato sposato con l'ex Miss Mondo Gina Tolleson, che lo ha reso padre di un altro maschio, Carter William, e infine con Tanya Callau.
Il figlio Robin Thicke è un affermato cantante soul/R&B.

## Filmografia parziale

### Cinema
- Innocenza tradita (Betrayal of the Dove), regia di Strathford Hamilton (1993)
- Attacco al college (Demolition High), regia di Jim Wynorski (1996)
- Alpha Dog, regia di Nick Cassavetes (2006)
- Indovina perché ti odio (That's My Boy), regia di Sean Anders (2012)

### Televisione
- Perry Mason: Assassinio in diretta (Perry Mason: The Case of the Shooting Star), regia di Ron Satlof (1986) - Film TV
- Mio fratello Chip (Not Quite Human), regia di Steven Hilliard Stern - film TV (1987)
- Un ragazzo sulla trentina (14 Going on 30), regia di Paul Schneider (1988)
- Mio fratello Chip II (1989)
- La sera del ballo (Dance 'til Dawn), regia di Paul Schneider (1988) - Film TV
- Genitori in blue jeans (Growing Pains) – serie TV, 167 episodi (1985-1992)
- La signora in giallo (Murder, She Wrote) - serie TV, episodio 10x04 (1993)
- Sposati... con figli (Married... with Children) - serie TV, 3 episodi (1996-1997)
- Tutta colpa di un angelo (Ice Angel), regia di George Erschbamer (2000)
- Settimo cielo (7th Heaven) - serie TV (2001)
- Joey - serie TV (2005)
- The Surfer King, regia di Bernard Murray, Jr. (2006)
- How I Met Your Mother – serie TV, episodi 5x07-6x09-8x15-9x12 (2008)
- La concessionaria più pazza d'America (The Goods: Live Hard, Sell Hard), regia di Neal Brennan (2009)
- Un dolce Natale (A Cookie Cutter Christmas), regia di Christie Will Wolf – film TV (2014)
- Scream Queens - serie TV, episodio 1x10 (2015)
- Nonno all'improvviso (Grandfathered) - serie TV, episodio 1x20 (2016)
- Fermate il matrimonio! (Stop the Wedding), regia di Anne Wheeler – film TV (2016)
- This Is Us - serie TV, 1 episodio (2016)
- The Clapper, regia di Dito Montiel (2017)

## Doppiatori italiani
Nelle versioni in italiano delle opere in cui ha recitato, Alan Thicke è stato doppiato da:
- Gianni Giuliano in Genitori in blue jeans, Genitori in blue jeans - The movie, La signora in giallo, Un dolce Natale
- Gino La Monica in Umano ma non troppo, Scream Queens
- Carlo Valli in Mio fratello Chip, Mio fratello Chip II
- Stefano De Sando in Hope & Gloria, Assalto al college
- Dario Penne in Genitori in blue jeans - Il ritorno dei Seaver
- Carlo Marini in Childstar
- Gioacchino Maniscalco in La sera del ballo
- Roberto Draghetti in L'uomo dei miei sogni
- Fabrizio Pucci in Tutto in famiglia
- Giorgio Locuratolo in Joey
- Guido Di Naccio in Beautiful
- Gianni Gaude in Ned - Scuola di sopravvivenza
- Saverio Moriones in Alpha Dog
- Riccardo Rovatti in How I Met Your Mother (ep. 3x16, 5x07, 6x09)
- Claudio Ridolfo in How I Met Your Mother (ep. 8x15)
- Marco Balzarotti in How I Met Your Mother (ep. 9x12)
- Sergio Tedesco in La concessionaria più pazza d'America
- Mario Zucca in The Clapper